# 海浪河
海浪河位于中国东北地区，是牡丹江左岸支流，发源于吉林省敦化市海源林场琵琶顶子，自源头由西向东北流经黑龙江省海林市长汀镇、新安朝鲜族镇、市区海林镇、牡丹江市西安区海南朝鲜族乡（原属海林市）等乡镇，于牡丹江市区西南郊，西安区温春镇海浪村以北注入牡丹江。河长222.3千米，流域面积6193平方千米。多年平均年径流量21亿立方米。海浪河流域西部为张广才岭主脉，东部为牡丹江河谷盆地。下游地势平坦，土地肥沃，是海林市主要产粮区。海浪河流经海林市的双峰林场，左岸有“中国雪乡”风景区。